# Christian Jansen
Pour les articles homonymes, voir Jansen.
Christian Jansen (né le 22 avril 1956 à Hambourg) est un historien moderne allemand et professeur à l'université de Trèves. Grâce à de nombreuses publications pertinentes sur l'histoire allemande entre la Révolution de Mars et la fondation de l'Empire allemand (de), Jansen devient un éminent spécialiste de cette période.

## Biographie
À partir de 1974, Jansen étudie l'histoire et les mathématiques à l'Université de Heidelberg. Il fait des travaux d'intérêt général. En 1976/77, il travaille comme conférencier à l'AStA (de). Il réussit le premier examen d'État en 1981. De 1981 à 1985, Jansen travaille comme imprimeur offset. De 1985 à 1989, il travaille comme assistant de recherche auprès de Hartmut Soell (de) au séminaire d'histoire de l'université de Heidelberg, où il obtient son doctorat en 1989. Il rejoint ensuite l'Université de la Ruhr à Bochum en tant qu'assistant de Hans Mommsen et Norbert Frei et y  complète son habilitation en histoire moderne et contemporaine en 1998. Après avoir travaillé à Constance, Tübingen et Jérusalem, il travaille comme maître de conférences à partir de 2000 et à nouveau comme professeur adjoint à l'Université de la Ruhr à Bochum à partir de 2004. À partir de 2007, il enseigne en tant que professeur invité à l'Université technique de Berlin.
À partir d'avril 2012, Jansen occupe une chaire W2 (de) pour l'histoire des XIXe et XXe siècles à l'Université westphalienne Guillaume de Münster. Au semestre d'hiver 2013/14, il accepte une chaire W3 d'histoire moderne et contemporaine (accent sur le XIXe siècle) à l'Université de Trèves. En 1998, Jansen reçoit le prix Wolf-Erich-Kellner (de). Il est co-éditeur de la Frieden und Krieg. Beiträge zur Historischen Friedens- und Konfliktforschung und Italien in Geschichte und Gegenwart.
Son travail se concentre sur l'histoire allemande et italienne des XIXe et XXe siècles, en particulier l'histoire politique, l'histoire sociale et mentale.

## Publications
Monographies
- Der „Fall Gumbel“ und die Heidelberger Universität 1924–32. Heidelberg, 1981, Digitale Ausgabe 2012 im Heidelberger Dokumentenserver HeiDOK.
- Emil Julius Gumbel. Portrait eines Zivilisten. Wunderhorn, Heidelberg, 1991,  (ISBN 3-88423-071-9).
- Vom Gelehrten zum Beamten. Karriereverläufe und soziale Lage der Heidelberger Hochschullehrer 1914–1933. Wunderhorn, Heidelberg, 1992,  (ISBN 3-88423-079-4) (= Dissertation, Heidelberg 1989).
- Professoren und Politik. Politisches Denken und Handeln der Heidelberger Hochschullehrer 1914–1935. Vandenhoeck & Ruprecht, Göttingen, 1992,  (ISBN 3-525-35762-1).
- avec Arno Weckbecker: Der „Volksdeutsche Selbstschutz“ in Polen 1939–40. Oldenbourg, Munich, 1992,  (ISBN 3-486-64564-1).
- Einheit, Macht und Freiheit. Die Paulskirchenlinke und die deutsche Politik in der nachrevolutionären Epoche (1849–1867). Droste, Düsseldorf, 1999,  (ISBN 3-7700-5222-6) (= Habilitationsschrift, Bochum, 1998).
- Nach der Revolution 1848/49. Verfolgung – Realpolitik – Nationsbildung. Politische Briefe deutscher Liberaler und Demokraten aus den Jahren 1849–1861. Droste, Düsseldorf, 2004,  (ISBN 3-7700-5252-8).
- Exzellenz weltweit. Die Alexander-von-Humboldt-Stiftung zwischen Wissenschaftsförderung und auswärtiger Kulturpolitik (1953–2003). DuMont, Cologne, 2004,  (ISBN 3-8321-7423-0).
- Italien seit 1945. Die Geschichte der Ersten Republik. Vandenhoeck & Ruprecht, Göttingen, 2007,  (ISBN 3-8252-2916-5).
- avec Henning Borggräfe (de), Nation – Nationalität – Nationalismus. Campus, Francfort-sur-le-Main 2007,  (ISBN 3-593-38449-3); 2., überarbeitete Auflage, 2020,  (ISBN 9783593511979).
- Gründerzeit und Nationsbildung 1849–1871. Schöningh, Paderborn, 2011,  (ISBN 3-8252-3253-0).
- sous la direction de Robin Simonow, Netzwerke und virtuelle Salons. Bedeutung und Erschließung politischer Briefe des 19. Jahrhunderts im digitalen Zeitalter. Duncker & Humblot, Berlin, 2018,  (ISBN 978-3-428-15145-5).

Rédactions
- avec Lutz Niethammer, Bernd Weisbrod (de), Von der Aufgabe der Freiheit. Politische Verantwortung und bürgerliche Gesellschaft im 19. und 20. Jahrhundert. Festschrift für Hans Mommsen zum 5. November 1995. Akademie, Berlin, 1995,  (ISBN 3-05-002835-1).
- avec Thomas Mergel (de), Die Revolutionen von 1848/49. Erfahrung – Verarbeitung – Deutung. Vandenhoeck & Ruprecht, Göttingen, 1998,  (ISBN 3-525-01364-7).
- Der Bürger als Soldat. Die Militarisierung europäischer Gesellschaften im langen 19. Jahrhundert. Ein internationaler Vergleich. Klartext, Essen, 2004,  (ISBN 3-89861-299-6).
- avec Stig Förster (de), Günther Kronenbitter (de), Rückkehr der Condottieri? Krieg und Militär zwischen staatlichem Monopol und Privatisierung. Schöningh, Paderborn, 2009,  (ISBN 3-506-76754-2).
- avec Manfred Grieger, Interessen, Strukturen und Entscheidungsprozesse! Für eine politische Kontextualisierung des Nationalsozialismus. Klartext, Essen 2010,  (ISBN 3-8375-0403-4).
- avec Meike Sophia Baader, Julia König, Christin Sager, Tabubruch und Entgrenzung. Kindheit und Sexualität nach 1968. Böhlau, Cologne, Weimar, Vienne, 2017,  (ISBN 978-3-412-50793-0).
- avec Stefano Cavazza, Thomas Großbölting, Massenparteien im 20. Jahrhundert. Christ- und Sozialdemokraten, Kommunisten und Faschisten in Deutschland und Italien. Franz Steiner Verlag, Stuttgart 2018,  (ISBN 978-3-515-11192-8).
- avec Martin Endreß, Karl Marx im 21. Jahrhundert. Bilanz und Perspektiven. Campus, Francfort-sur-le-Main 2020,  (ISBN 9783593511795).